# Парламентские выборы в Польше (1947)
Парламентские выборы в Польше прошли 19 января 1947 года и стали первыми выборами в Польше после окончания Второй мировой войны. Выборы были несвободными: часть оппозиционных партий была запрещена, фактически правящая Польская рабочая партия имела подавляющее преимущество в агитации, многие кандидаты не были допущены к участию, представители оппозиции подвергались репрессиям, а результаты выборов были сфальсифицированы при содействии МГБ СССР.
Существует мнение, что мировым сообществом выборы были признаны.

## Предыстория
К 1946 году Польша в основном находилась под контролем Советского Союза и его ставленников. Просоветские власти не легализовали подавляющее большинство правых партий под предлогом их пронацистской или антинародной позиции. К 1947 году фактически единственной оставшейся легальной оппозицией была Польская крестьянская партия (ПНП) Станислава Миколайчика. До определённого момента в 1946 году Сталин защищал Миколайчика и его партию, отвергая предложения Берута подвергнуть ПНП репрессиям.
Ялтинские соглашения предусматривали проведение в Польше «свободных и беспрепятственных» выборов. Однако СССР и его ставленники не собирались допускать честных выборов. Сталин прекрасно понимал, что если в Польше пройдут свободные выборы, это приведет к формированию антисоветского правительства, оголения коммуникаций, связывающих Советский Союз с оккупационными войсками в Советской зоне оккупации Германии и попытке пересмотра советско-польской границы.
За год до парламентских выборов, в 1946 году коммунистическими властями был проведён референдум, более известный как референдум «Три раза да» и были запрещены большинство оппозиционно настроенных к коммунистам политических партий. К 1947 году единственной реальной оппозиционной силой оставалась Польская народная партия Станислава Миколайчика (PSL). Министерство общественной безопасности проводило «агентурно-оперативное обслуживание» комиссий по проведению референдума, внедряя в число их членов свою агентуру, занималось проверкой лиц, выдвинутых в состав комиссий, арестовывало «участников антиправительственного подполья», контролировало партийный состав комиссий, сохраняя большинство за членами ППР; наиболее активные члены Крестьянской партии подвергались арестам, при прямом контроле со стороны МОБ был организован раскол в партии по вопросам референдума. Помимо этого, МГБ СССР и руководители ППР занялись подготовкой фальсификации результатов референдума: в Варшаву был направлен начальник Отдела «Д» МГБ СССР Арон Палкин; 22 июня на встрече с Берутом и Гомулкой был выработан окончательный план: неблагоприятные для ответы населения на референдуме изъять или уничтожить протоколы подсчета голосов, вместо них изготовив «правильные», задним числом подделав подписи членов участковых избиркомов; последним занимался Отдел «Д». Результаты должны были деморализовать оппозицию и продемонстрировать лояльность населения. Лидеры ППР и ППС заранее договорились о том, как будут распределяться места в парламенте.
4 декабря 1946 года Болеслав Берут обратился за помощью к сотрудникам МГБ СССР, которые ранее сфальсифицировали результаты референдума. 10 января 1947 года в Варшаву прибыла группа под руководством полковника Арона Палкина, начальника отдела «Д» МГБ, специализировавшегося на подделке документов.
Комиссия государственной безопасности провела скоординированную акцию силами армии, политической полиции, милиции, министерство общественной безопасности (UB) и резерва милиции (ORMO) против активистов PSL. Было арестовано около 50-60 тысяч местных активистов и сторонников PSL. Многим из задержанных не были предъявлены официальные обвинения и не был выдан ордер на арест. Отряды ополчения ПНР терроризировали деревни, совершив тайные убийства примерно 200 членов PSL. Были также мобилизованы агенты тайной полиции, задачей которых было проникновение в круги PSL. В то же время началась кампанию пропаганды и дезинформации, направленная на компрометацию PSL в глазах общественности. Были распущены районные структуры PSL, что лишило их возможности выдвигать собственных кандидатов на выборах.
Десять окружных избирательных списков PSL (из 52 округов), охватывающих 76 кандидатов, были признаны недействительными.
Коммунистические власти лишили избирательных прав 409 326 человек. В избирательные комиссии были внедрены сотрудники тайной полиции UB (всего 47,2 % всех окружных и 43,3 % региональных комиссий) . Из 5,5 тысяч избирательных комиссий правительству удалось создать 3515 окружных комиссий, состоящих исключительно из членов компартии. PSL представила уполномоченных только в 1,3 тыс. комиссий.

## Ход выборов
Чтобы сделать шансы оппозиции на победу в выборах минимальными руководство ПНР во главе с Берутом приняло решение о создании единого «Демократического блока» всех легальных политических партий, среди которых были Польская рабочая партия, Демократическая партия, Народная партия, Партия труда, Польская крестьянская партия, «Новое освобождение» и Польская социалистическая партия. Польская народная партия отвергла данное предложение и участвовала в выборах самостоятельно.
В начале января 1947 польские спецслужбы начали кампанию по преследованию членов Польской народной партии. Около 80 000 из них было арестовано по различным обвинениям и около 100 из них было тайно убито. В общей сложности около 409 326 человек были отстранены от участия в выборах. 98 кандидатам в депутаты было отказано в регистрации.
Кандидаты оппозиции преследовались вплоть до дня выборов, только Польская рабочая партия могла беспрепятственно вести предвыборную агитацию. В записке советника МГБ СССР в Польше С. П. Давыдова описывались репрессии во время подготовки к выборам: говорилось, что с октября по 19 января было закрыто 25 уездных комитетов Крестьянской партии, арестовано 1756 её членов, «не считая массовых профилактических арестов за последние 2 недели перед выборами»; было убито 600 и арестовано до 6000 человек — участников «вооружённого подполья». Репрессии были смягчены последовавшей после выборов амнистией.
В январе 1947 года группа Палкина была вновь направлена в Польшу для фальсификации выборов в Сейм. Палкин по возвращении из Польши писал, что Берут «…с целью полного сохранения конспирации, одновременно наметил с руководством ППР проведение дополнительных мер, а именно: подмену избирательных урн в некоторых участках, подбрасывание в урны бюллетеней и изготовление в ряде комиссий, в которых не было доверенных лиц от партии Миколайчика, двух экземпляров протоколов, причем один из протоколов не имел цифр. Протокол без цифр подлежал дальнейшему оформлению тройкой ППР с целью получения необходимых цифр», благодаря чему МГБ смогло ограничиться рекомендациями через Давыдова. По информации Палкина, направленной Сталину, действительный процент поданных за Демократический блок голосов был около 50 %; по итогам выборов было объявлено, что Демократический блок получил 80 % голосов.
Официальные результаты были опубликованы 28 января 1947 года, через 11 дней после дня голосования.
Реальные результаты выборов простым гражданам не были известны. Во многих округах бюллетени сжигались без подсчёта. Часто в протоколах записывались предварительного подготовленные результаты без подсчёта голосов избирателей.

## Фальсификация выборов
|                                     |                                               |                                               |                                               |            |        |       |  |  |  |  |  |  |  |  |
| Коалиция                            | Коалиция                                      | Партия                                        | Партия                                        |            |        |       |  |  |  |  |  |  |  |  |
| Коалиция                            | Коалиция                                      | Партия                                        | Партия                                        | Голоса     | %      | Места |  |  |  |  |  |  |  |  |
|                                     | Демократический блок                          |                                               | Польская социалистическая партия              | 9 003 682  | 80,10  | 116   |  |  |  |  |  |  |  |  |
|                                     | Демократический блок                          | Польская рабочая партия                       | 114                                           | 9 003 682  | 80,10  |       |  |  |  |  |  |  |  |  |
|                                     | Демократический блок                          | Народная партия                               | 109                                           | 9 003 682  | 80,10  |       |  |  |  |  |  |  |  |  |
|                                     | Демократический блок                          | Демократическая партия                        | 41                                            | 9 003 682  | 80,10  |       |  |  |  |  |  |  |  |  |
|                                     | Демократический блок                          | Беспартийные                                  | 14                                            | 9 003 682  | 80,10  |       |  |  |  |  |  |  |  |  |
|                                     | Польская народная партия                      | Польская народная партия                      | Польская народная партия                      | 1 154 847  | 10,27  | 28    |  |  |  |  |  |  |  |  |
|                                     | Партия труда                                  | Партия труда                                  | Партия труда                                  | 530 979    | 4,72   | 12    |  |  |  |  |  |  |  |  |
|                                     | Польская народная партия «Новое освобождение» | Польская народная партия «Новое освобождение» | Польская народная партия «Новое освобождение» | 397 754    | 3,54   | 7     |  |  |  |  |  |  |  |  |
|                                     | Независимые кандидаты                         | Независимые кандидаты                         | Независимые кандидаты                         | 157 611    | 1,40   | 3     |  |  |  |  |  |  |  |  |
| Действительных бюллетеней           | Действительных бюллетеней                     | Действительных бюллетеней                     | Действительных бюллетеней                     | 11 244 873 | 99,15  |       |  |  |  |  |  |  |  |  |
| Недействительных бюллетеней         | Недействительных бюллетеней                   | Недействительных бюллетеней                   | Недействительных бюллетеней                   | 96 610     | 0,85   |       |  |  |  |  |  |  |  |  |
| Всего бюллетеней                    | Всего бюллетеней                              | Всего бюллетеней                              | Всего бюллетеней                              | 11 341 483 | 100,00 | 444   |  |  |  |  |  |  |  |  |
| Зарегистрированных избирателей/Явка | Зарегистрированных избирателей/Явка           | Зарегистрированных избирателей/Явка           | Зарегистрированных избирателей/Явка           | 12 701 058 | 89,30  |       |  |  |  |  |  |  |  |  |
| Источник:                           |                                               |                                               |                                               |            |        |       |  |  |  |  |  |  |  |  |

В отчёте Сталину полковник Арон Палкин писал, что в действительности оппозиция получила более 50 % голосов. Польская народная партия утверждала, что получила 63 % голосов избирателей, и что при проведении свободных выборов она бы получила более 80 % голосов.

## После выборов
После выборов многие оппозиционные политики, такие как Станислав Миколайчик, опасаясь за свою жизнь покинули страну.
В том же году новоизбранный Законодательный Сейм принял Малую конституцию Польши и избрал Болеслава Берута на пост Президента Польши.
Назначенное сеймом правительство, в котором доминировали коммунисты принялось за укрепление своего режима. Данный процесс завершился к 1948 году, когда Польская рабочая партия и прокоммунистическая ППС объединились в ПОРП.
Польская народная партия просуществовала ещё полтора года, пока в 1949 году, не слившись с прокоммунистической Народной партией образовала Объединённую народную партию.
Все последующие парламентские выборы в ПНР будут несвободными вплоть до частично свободных выборов 1989 года.

## Международная реакция
Проф. Анджей Пачковский (Andrzej Paczkowski) считает, что «мир принял результаты выборов», не уточняя при этом кого он имеет в виду. В частности, Пачковский сообщает, что правительства Великобритании и США протестовали против фальсификации выборов. Так, посол США в Польше Артур Лейн сложил свои полномочия, считая, что обманул поляков, утверждая, что мир окажет им помощь в проведении свободных выборов. После выборов западные державы ограничились единичными дипломатическими нотами; США назначили нового посла в Польше, который вручил верительные грамоты президенту Польской Республики Болеславу Беруту, избранному парламентом, сформированным после выборов 1947 года. Послов прислали также Великобритания и Франция.